# Amauromyza anomala
Amauromyza anomala är en tvåvingeart som beskrevs av Spencer 1981. Amauromyza anomala ingår i släktet Amauromyza och familjen minerarflugor.
Artens utbredningsområde är Kalifornien. Inga underarter finns listade i Catalogue of Life.